# Clostridium frigidicarnis
Clostridium frigidicarnis è una specie di batterio appartenente alla famiglia delle Clostridiaceae.